# After War Gundam X
After War Gundam X, відомий в Японії як (яп. 機動新世紀ガンダムX, латиніз. Mobile New Century Gundam X) — військовий науково-фантастичний аніме-серіал 1996 р. Це частина франшизи Gundam, яка розпочалася в 1979 р., але відбувається в альтернативному всесвіту, що називається Післявоєнною ерою. Серіал складається з 39 епізодів, він транслювався в Японії з 5 квітня по 28 грудня 1996 р. за допомогою TV Asahi спільно з ANN і Animax.

## Сюжет
Сюжет розвивається після закінчення апокаліптичної війни, що призвела до падіння практично всіх космічних колоній на Землі, знищивши планету і 99 % населення людства. Серіал починається в AW 0015, коли Земля тільки починає відновлюватися. Основний герой цього серіалу — Гаррод Ран, йому п'ятнадцять років, він член Vulture, сміттярської групи, що патрулює пустирі для прибутку та яка перебуває на місії, щоб знайти і врятувати від жорстокого поводження Newtypes від бажаючих ними скористатися.

## Рецензія
Згідно з японським журналом Weekly The Television аніме-серіал досягла максимуму в 6,2 % глядацької аудиторії (середня становила 4,3 %) протягом перших двох кварталів, приблизно стільки ж, як і телесеріал Gundam середини 1990-х рр. У жовтні 1996-го, в третьому кварталі він був перенесений з п'ятниці 5:00 вечора на суботу 6:00 ранку, страждаючи від зниження рейтингів.